# Daiana Falfán
Daiana Micaela Falfán (Hurlingham, provincia de Buenos Aires, 14 de octubre de 2000) es una futbolista argentina que juega como mediocampista en el Dux Logroño de la Primera División de España y en la selección femenina de Argentina.

## Selección nacional
Falfán hizo su debut absoluto con Argentina el 7 de noviembre de 2019, en un amistoso ganado por 2-1 como visitante contra Paraguay.
Con la llegada de Germán Portanova, Falfán comienza a ser habitual en las convocatorias de la Selección femenina de fútbol de Argentina y termina ganándose su lugar entre las titulares.
Disputó la Copa América Femenina 2022 siendo una de las jugadores importantes, consiguiendo así la clasificación directa a la Copa Mundial Femenina de Fútbol de 2023. 
El 8 de julio de 2023 fue confirmada dentro de la lista de 23 convocadas para la Copa Mundial Femenina de Fútbol de 2023.

### Participaciones en Copas del Mundo
| Mundial              | Sede                     | Resultado      | Partidos | Goles |
| -------------------- | ------------------------ | -------------- | -------- | ----- |
| Copa Mundial de 2023 | Australia/ Nueva Zelanda | Fase de grupos | 3        | 0     |

### Estadísticas
Datos actualizados al último partido jugado el 1 de agosto de 2025.
| Selección | Año   | Amistoso | Amistoso | Copa América | Copa América | Mundial | Mundial | Juegos Panamericanos | Juegos Panamericanos | Copa Oro | Copa Oro | Total | Total |
| Selección | Año   | PJ       | G        | PJ           | G            | PJ      | G       | PJ                   | G                    | PJ       | G        | PJ    | G     |
| --------- | ----- | -------- | -------- | ------------ | ------------ | ------- | ------- | -------------------- | -------------------- | -------- | -------- | ----- | ----- |
| Argentina |       |          |          |              |              |         |         |                      |                      |          |          |       |       |
| 2019      | 3     | 0        | 0        | 0            | 0            | 0       | 0       | 0                    | 0                    | 0        | 3        | 0     |       |
| 2021      | 9     | 0        | 0        | 0            | 0            | 0       | 0       | 0                    | 0                    | 0        | 9        | 0     |       |
| 2022      | 7     | 0        | 6        | 0            | 0            | 0       | 0       | 0                    | 0                    | 0        | 13       | 0     |       |
| 2023      | 6     | 0        | 0        | 0            | 3            | 0       | 4       | 0                    | 0                    | 0        | 13       | 0     |       |
| 2024      | 1     | 0        | 0        | 0            | 0            | 0       | 0       | 0                    | 3                    | 0        | 4        | 0     |       |
| 2025      | 4     | 0        | 5        | 1            | 0            | 0       | 0       | 0                    | 0                    | 0        | 9        | 1     |       |
| Total     | Total | 30       | 0        | 11           | 1            | 3       | 0       | 4                    | 0                    | 3        | 0        | 51    | 1     |

#### Goles internacionales
Listado de goles anotados con la Selección mayor. 
| n.º | Fecha               | Lugar                                   | Rival | Gol   | Resultado | Competición       |
| --- | ------------------- | --------------------------------------- | ----- | ----- | --------- | ----------------- |
| 1.  | 18 de julio de 2025 | Estadio Banco Guayaquil, Quito, Ecuador | Chile | 1 – 1 | 2 – 1     | Copa América 2025 |

## Palmarés

### Campeonatos nacionales
| Título             | Club              | País      | Año      |
| ------------------ | ----------------- | --------- | -------- |
| Primera División A | UAI Urquiza       | Argentina | 2018-19  |
| Copa Federal       | UAI Urquiza       | Argentina | 2021     |
| Copa Federal       | Newell's Old Boys | Argentina | 2024     |
| Primera División A | Newell's Old Boys | Argentina | Ap. 2025 |